# 馮氏樸麗魚
馮氏樸麗魚，為輻鰭魚綱鱸形目隆頭魚亞目慈鯛科的其中一種，被IUCN列為極危保育類動物，分布於非洲維多利亞湖水域，棲息深度6-18公尺，體長可達15.9公分，棲息在中底層水域，以魚類為食，生活習性不明。

## 擴展閱讀
維基物種上的相關：馮氏樸麗魚